# 塔什庫梅爾

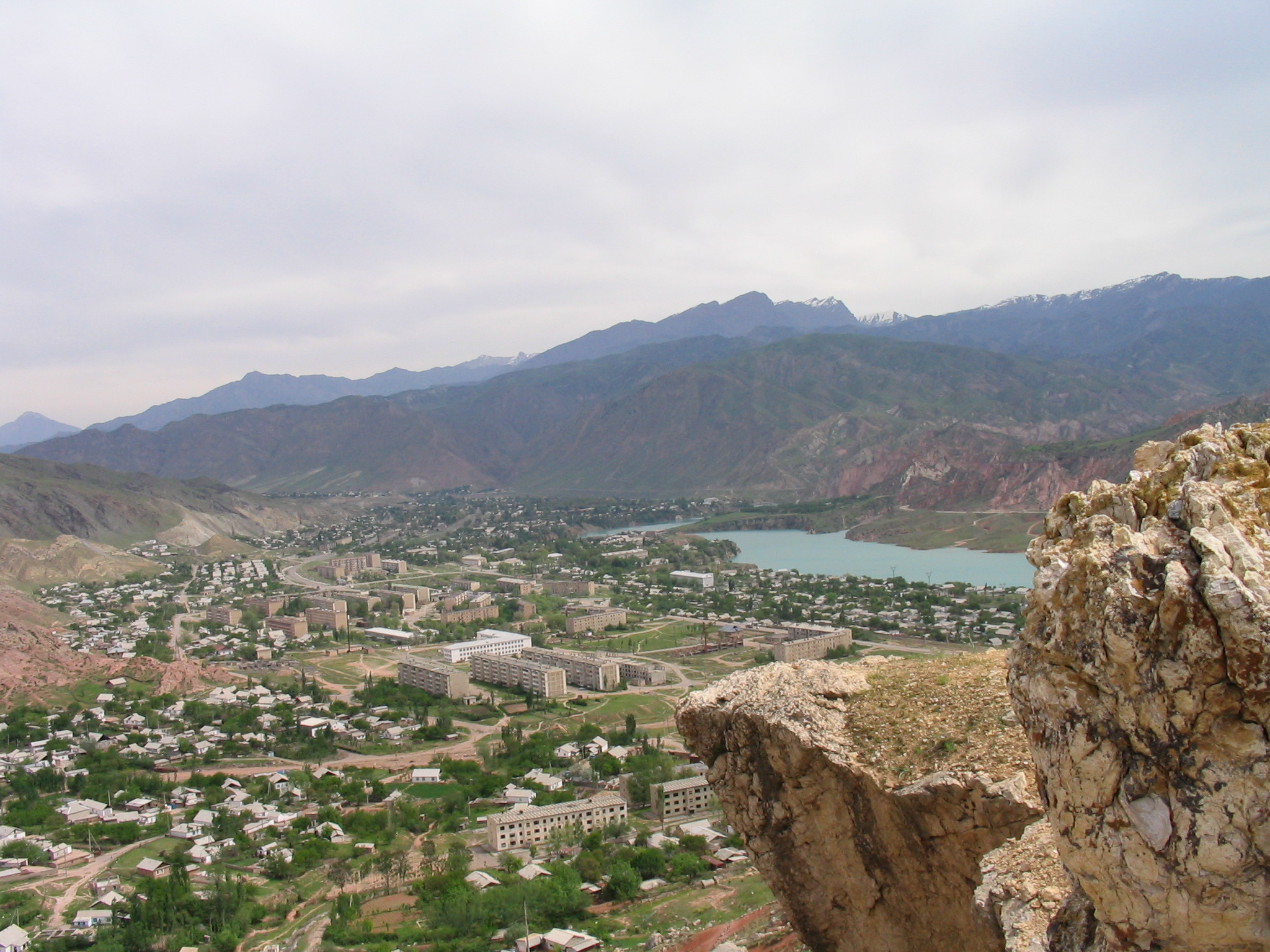

塔什庫梅爾是吉爾吉斯的城鎮，由賈拉拉巴德州負責管轄，位於該國西部，距離首府賈拉巴德129公里，面積48.3平方公里，海拔高度585米，2009年人口34,756。
41°21′N 72°13′E / 41.350°N 72.217°E